# Farsan
Farsan (en persan : فارسان) est une ville de la province de Chahar Mahaal et Bakhtiari en Iran.